# ميليسا ساجميلر
ميليسا ساجميلر هي ممثلة أمريكية، عٌرفت لدورها في فيلم الوصي. وهي واحدة من عدة ممثلات أتهمت هارفي واينستين بالتحرش بها.

## روابط خارجية
- ميليسا ساجميلر على موقع IMDb (الإنجليزية)
- ميليسا ساجميلر على موقع روتن توميتوز (الإنجليزية)
- ميليسا ساجميلر على موقع ألو سيني (الفرنسية)
- ميليسا ساجميلر على موقع أول موفي (الإنجليزية)
- ميليسا ساجميلر على موقع قاعدة بيانات الأفلام السويدية (السويدية)
- ميليسا ساجميلر على موقع إن إن دي بي (الإنجليزية)
- ميليسا ساجميلر على موقع قاعدة بيانات الفيلم (الإنجليزية)
- ميليسا ساجميلر على موقع كينوبويسك (الروسية)